# Мірко Плантич
Мірко Плантич (хорв. Mirko Plantić; нар. 15 січня 1986, Загреб, СФР Югославія) — хорватський футболіст, захисник.

## Клубна кар'єра
Народився в Загребі, вихованець місцевого «Динамо». З 2002 року виступав за «Вартекс». У 2007 році виїхав до України, де нетривалий період часу перебував у таборі «Чорноморця». Проте вже незабаром повернувся до Хорватії, де виступав за «Кроація Сесвете» та «Крижевці». У 2008 році знову виїхав за кордон, де зіграв 5 матчів у словацькому чемпіонаті за ДАК (Дунайська Стреда). Наступного року переїхав до Албанії, де грав за «Влазнію». Після цього знову грав на батьківщині за «Меджимур'є», «Кроація Сесвете», «Істру 1961», «Вараждин». Наприкінці кар'єри виступав за ничодігові клуби «Сернінг» (Австрія), «Аффолтерн-ам-Альбіс» (Швейцарія), «Младост» (Марія-Бистриця, Хорватія), «Кроація-Загреб» (Штуттгарт, Німеччина). Кар'єру гравця завершив 2016 року в складі «Людвігсбурга». 

## Кар'єра в збірній
Виступав за юнацькі збірні Хорватії (U-18) та (U-19). У 2005 році зіграв 1 поєдинок у футболці молодіжної збірної Хорватії.